# يوسف أباد (دورود)
يوسف أباد (بالفارسية: یوسف‌آباد) هي قرية تقع في قسم دورود الريفي (مقاطعة دورود) في إيران. يقدر عدد سكانها بـ 224 نسمة.